# King County, Washington
För andra King County, se King County.
King County är ett county i delstaten Washington, USA. Den administrativa huvudorten (county seat) är Seattle. 

## Geografi
Enligt United States Census Bureau har countyt en total area på 5 974 km². 5 506 km² av den arean är land och 468 km² är vatten. 

### Angränsande countyn
- Snohomish County, Washington - nord
- Chelan County, Washington - öst/nordöst
- Kittitas County, Washington - öst/sydöst
- Pierce County, Washington - syd
- Kitsap County, Washington - väst